# إنقاذ الطفل (الأردن)

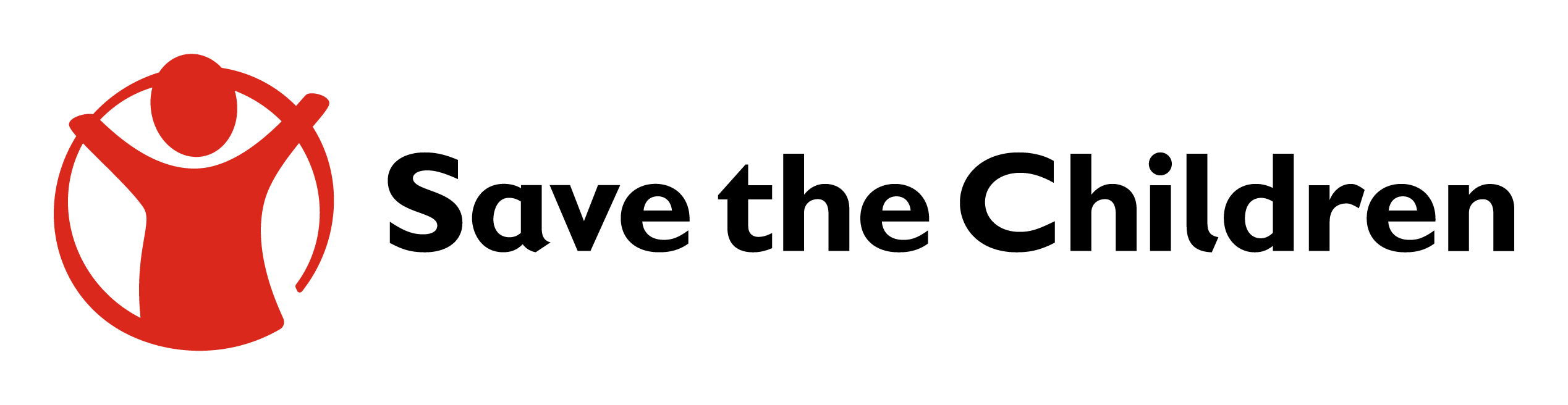

إنقاذ الطفل (الاردن)- مؤسسة (جمعية) أردنية غير ربحية ، مسجلة في وزارة التنمية الاجتماعية، تأسست عام 1974م في عمان - الأردن برعاية سمو الأميرة بسمة بنت طلال ، بهدف توفير الخدمات الأساسية للأطفال والنساء من خلال حزمة من البرامج والمساعدات التنموية والإنسانية، وهي عضو فاعل في الأتحاد الدولي للطفولة .وتتميز مؤسسة إنقاذ الطفل الأردن بكونها العضو العربي الوحيد بين أعضاء منظمة انقاذ الطفولة الدولية؛ التي تضم 29 عضواً

فاعلاً في 117 دولة حول العالم.
رؤية المؤسسة: عالم يحصل فيه كل طفل على حقّه في البقاء على قيد الحياة، وفي الحماية، والنمو، والمشاركة. أما رسالنها فتكمن في: أن نكون ملهمين في تحقيق النجاح بالطريقة التي يتعامل بها العالم مع الأطفال، وإحداث تغيير فوري ودائم في حياتهم. وعن القيم التي تنطلق منها المؤسسة فهي:
- المساءلة: نتحمل مسؤولية استخدام مواردنا بكفاءة وبشكل فعّال، بغية تحقيق نتائج قابلة للقياس، ونحن مسؤولون أمام الداعمين والشركاء، والأهم من ذلك كله، أمام الأطفال.
- الطموح: نطالب أنفسنا وشركاءنا بتحديد أهداف سامية، ونلتزم بتحسين جودة كل ما نقدّمه للأطفال.
- التعاون: نحترم ونقدّر بعضنا البعض، ونزدهر بفضل تنوعنا، ونعمل مع شركائنا على تعزيز قوّتنا العالمية لتحقيق تغيير من أجل الأطفال.
- الابتكار: نحن منفتحون على أفكار جديدة ونتقبل التغيير، ونخاطر على نحو مدروس لتتطوير حلول مستدامة بالشراكة مع الأطفال ومن أجلهم.
- النزاهة: نطمح أن نحقق أعلى معايير الصدق والسلوك على المستوى الشخصي، ولن نساوم البتة على سمعتنا، ونعمل دائماً لتحقيق ما يصبّ في مصلحة الطفل الفضلى.

وعن طموحات المؤسسة بحلول عام 2030م، فتقوم علي تحقيق ثلاثة انجاوزات رئيسة للاطفال تتمثل في : البقاء علي قيد الحياة، التعليم ، الحماية.وعن برامج المؤسسة فهي متنوعة وتشمل مجموعة من القطاعات منها: التعليم ، والصحة المجتمعية، وسبل المعيشة ، والحماية. وتحاول المؤسسة أن تصل ببرامجها إلي العديد من المحافظات ومخيمات اللاجئين علي حد سواء.

## جانب من نشاطات المؤسسة
- زيارة وفد من أعضاء مجلس إدارة مؤسسة «إنقاذ الطفل» الأردن، مخيم الزعتري، للاطلاع على المشاريع التي تنفذها المؤسسة في المخيم، وعبر أعضاء الوفد عن إعجابهم وتقديرهم للجهود الكبيرة التي تبذلها المؤسسة لتحسين ظروف حياة الأطفال اللاجئين خاصة في مجال التعليم مما له أكبر الأثر في التخفيف من معاناتهم.[5]
- توزيع الهدايا علي الأطفال الأردنين والسورين في مركز الأميرة بسمة بمحافظة الكرك ، ومحافظة الطفيلة في مركز الهلال الأحمر، ومحافظة معان ، ووادي موسي، والعقبة، وبلغ عدد الهدايا الموزعة 11000 هدية مقدمة من السفارة الكندية بالأردن .[1]
- توقيع مذكرة تفاهم مع تكية أم علي ، ودار أبو عبدالله تهدف إلي توطيد الجهود بين فئات مؤسسات المجتمع المدني في المملكة الاردنية لخدمة الاسر الأشد فقراً والمناطق الأقل حظاً[6]
- تنفيذ مبادرة "الكسوة الشتوية" بتمويل من الوكالة السويسرية للتنمية والتعاون، والتي تضمنت :خمسة آلاف و475 مدفأة غاز، وثمانية آلاف و960 بطانية، و21 الف و400 طرد من الملبس الشتوية. وقامت المؤسسة بتوزيعها في مناطق عمّان والزرقاء ومعان والطفيلة والكرك والعقبة ووادي الأردن والسلط وإربد لعائلات أردنية من ذوات الدخل المحدود وعائلات سورية.[7]
- استطاعت الجمعية في فترة جائحة كورونا من الوصول إلى نحو 120 ألف مستفيد ومستفيدة من فئات الاطفال واليافعين والنساء والاسر، وعملت الجمعية على تكييف كل برامجها وتدخلاتها بشكل يتلاءم مع الظروف التي فرضتها الجائحة. كما أن الجمعية أطلقت منصة تعليمية افتراضية للتعليم المبكر، وواصلت تقديم العديد من برامج التدريب المهني للمستهدفين، وتنفيذ جلسات للتربية الوالدية الإيجابية، والممارسات الصحية السليمة، واخرى لتدريب المعلمين، من خلال وسائل الاتصال المرئي، كما حرصت الجمعية على تأمين سبل معيشة لائقة للأسر المستهدفة في عدد من مناطق المملكة ومخيمات اللجوء. كما حرصت الجمعية على تكثيف التوعية ضمن برامجها بالممارسات الصحية للأطفال وعائلاتهم، فيما أطلقت مجموعة من حملات المناصرة وكسب التأييد لكل ما من شأنه تحقيق مستقبل أفضل للأطفال في جميع مناطق المملكة، ومنهم الاطفال اللاجئون.[8]
- عملت مؤسسة إنقاذ الطفل الأردن بالشراكة مع وزارة التربية والتعليم، على تقديم برنامج تدريبي يتوافق مع متطلّبات الوزارة، لبناء قدرات ومهارات مجموعة من المشرفين والمدرّبين، وتزويدهم بأدوات تعليمية ومنهجيّات متنوّعة، حتى يقوموا بدورهم بتدريب المعلّمين في المدارس والمناطق المستهدفة، وصولاً إلى تطبيق هذه الأساليب والأدوات في الغرف الصفيّة لمنح الأطفال تجربة تعليمية إيجابيّة ومميّزة، وتحسين أدائهم الأكاديمي.[9]

## روابط خارجية
- موقع مؤسسة إنقاذ الطفل الأردن علي شبكة المعلومات الدولية.
- جانب من احتفالات مؤسسة إنقاذ الطفل الاردن.
- فيديو يوضح برنامج حماية الطفل لدي مؤسسة إنقاذ الطفل الأردن.
- صفحة المؤسسة علي الانستجرام .
- صفحة المؤسسة علي تويتر.
- قناة المؤسسة علي اليوتيوب.